# يونان سانفورد
يونان سانفورد (بالإنجليزية: Jonah Sanford)‏ (و. 1790 – 1867 م) هو سياسي، ومحام من الولايات المتحدة الأمريكية .
وهو عضو في الحزب الديمقراطي الأمريكي .